# 崔器
崔器（？—760年9月12日），深州安平县（今河北省衡水市安平县）人，出自博陵崔氏的博陵第二房，唐朝官员。

## 生平
崔器的曾祖崔恭礼相貌丰满壮硕，能饮酒超过一斗，貞觀年间拜驸马都尉，娶唐高祖李渊之女真定公主，父亲崔肃然是平阴县县丞。
崔器有做官的才干，性格耿介缺乏变通，天宝年间考中明经，历任官职清廉谨慎。天宝六载（747年），崔器出任万年县县尉，一月后改任监察御史。御史中丞宋浑担任东畿采访使时，引荐崔器担任判官。宋浑因为贪赃被流放贬到岭南，崔器也随着被贬。天宝十三年（754年），崔器在被赦免后出任京兆府司录，转任都官员外郎，外任奉先县县令。安禄山叛军攻克西京长安，崔器落入叛军，接受叛军的任命仍然担任奉先县县令。不久，叛军同党同罗背叛安禄山，叛军的长安守将安守忠、张通儒一起逃亡藏匿。当时渭河一带的义军起兵，很快聚集党羽数万人。崔器害怕，将接受的叛军文书符印敕令一时全部烧毁，发文榜召集义军。等到渭河义军战败，叛军将领崔乾祐先镇守蒲州和同州，派部下三十名骑兵捉拿崔器，崔器于是向北逃到灵武。
崔器一向和吕諲相互友善，吕諲引荐崔器出任御史中丞、兼任户部侍郎。崔器又跟随唐肃宗李亨前往凤翔，加礼仪使。唐军收复二京后，崔器出任三司使。崔器起草仪注，唐肃宗车驾回到西京长安，崔器命令陷落叛军的官员都站立于含元殿之前，脱帽去鞋，捶胸叩头请罪，以持刀卫兵环绕他们，又让扈从唐肃宗的百官都来观看。等到东京洛阳收复，崔器又命令陈希烈以下数百人依照长安的样式请罪。崔器性格阴险刻薄幸灾乐祸，又残忍少恩，迎合唐肃宗的旨意奏请将陷落叛军的官员全部依照法律处死。唐肃宗将要听从崔器的意见，三司使、梁国公李岘坚持上奏，坚持认为不可，于是依照六个等级给这些官员定罪，大多数人给予宽恕，只有陈希烈、达奚珣在独柳树下被斩首。之后萧华从相州叛军中逃回，上奏说：“叛军中的官员重新被安庆绪驱赶胁迫到了相州，一开始听说广平王李豫奉诏宣布宽恕的命令，释放陈希烈以下的官吏，都互相说：‘我们受到国家如此对待，悔恨都来不及。’等到听说崔器定的刑罚太重，众人的心又动摇了。”唐肃宗说：“朕差点被崔器迷惑。”
吕諲之后举荐崔器出任吏部侍郎、御史大夫。上元元年（760年）七月，崔器患脚肿病，一个多月后病情加重，闭上眼睛就看到达奚珣，崔器叩头说：“大尹不自由。”崔器身边的人问是什么意思，崔器回答说：“达奚大尹曾经向我伸冤，我没有答应他。”崔器像这样持续了三天，于七月丙辰（760年9月12日）去世。

## 家族

### 子女
- 崔翊，同州澄城县县令[9]

### 孙子女
- 崔弘运，舒州录事参军[9]

### 曾孙子女
- 崔氏，嫁扬州杨子县县尉卢缉[9]

## 延伸阅读
[在维基数据编辑]
 在维基文库阅读此作者作品
 《舊唐書·卷115》，出自刘昫《舊唐書》
 《新唐書·卷209》，出自《新唐書》